# Klausen-Leopoldsdorf
Klausen-Leopoldsdorf ist eine Gemeinde in Niederösterreich im Bezirk Baden. Auf einer Fläche von 60,03 km² leben 1672 Einwohner (Stand 1. Jänner 2025).

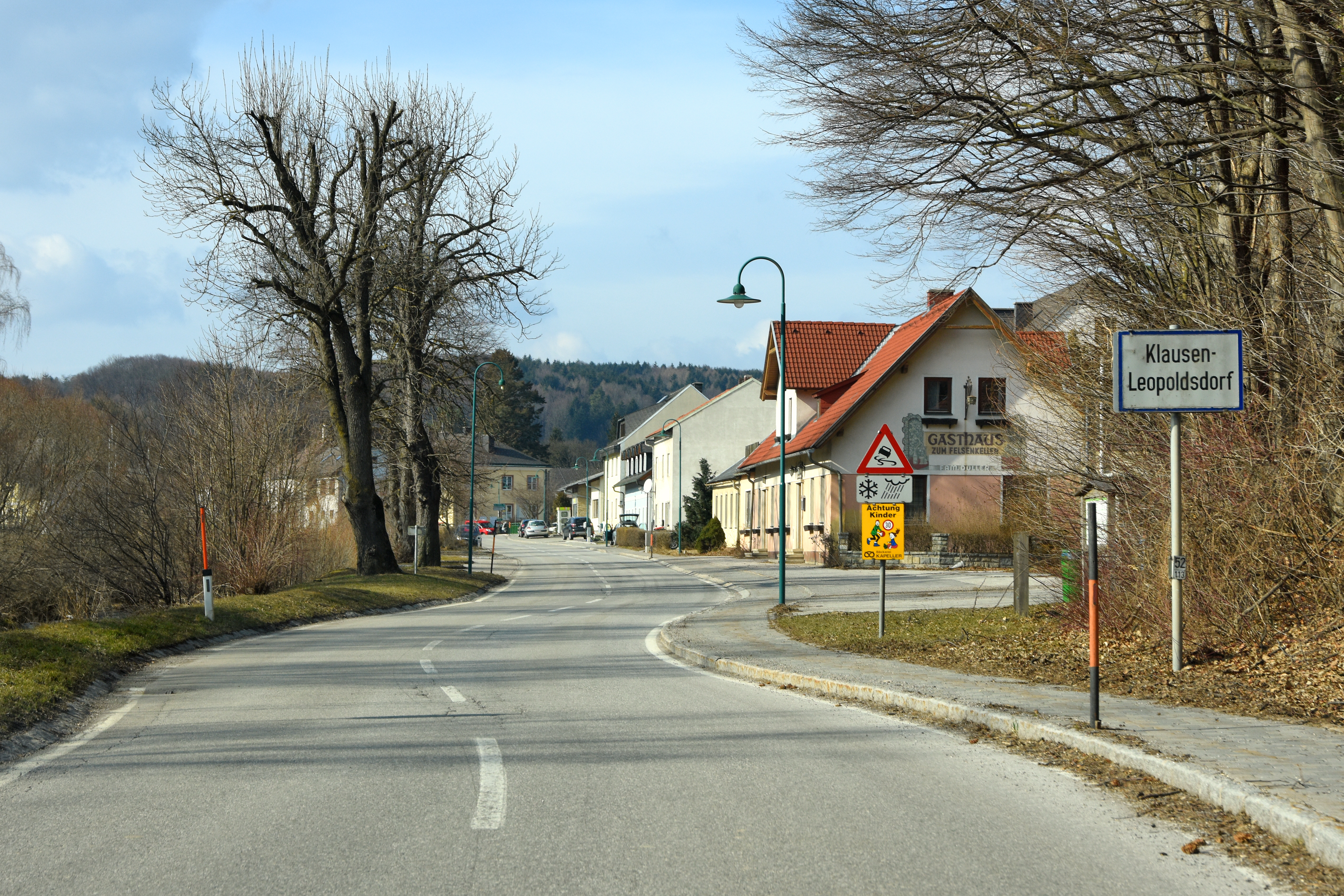
Östliche Ortseinfahrt

## Geografie

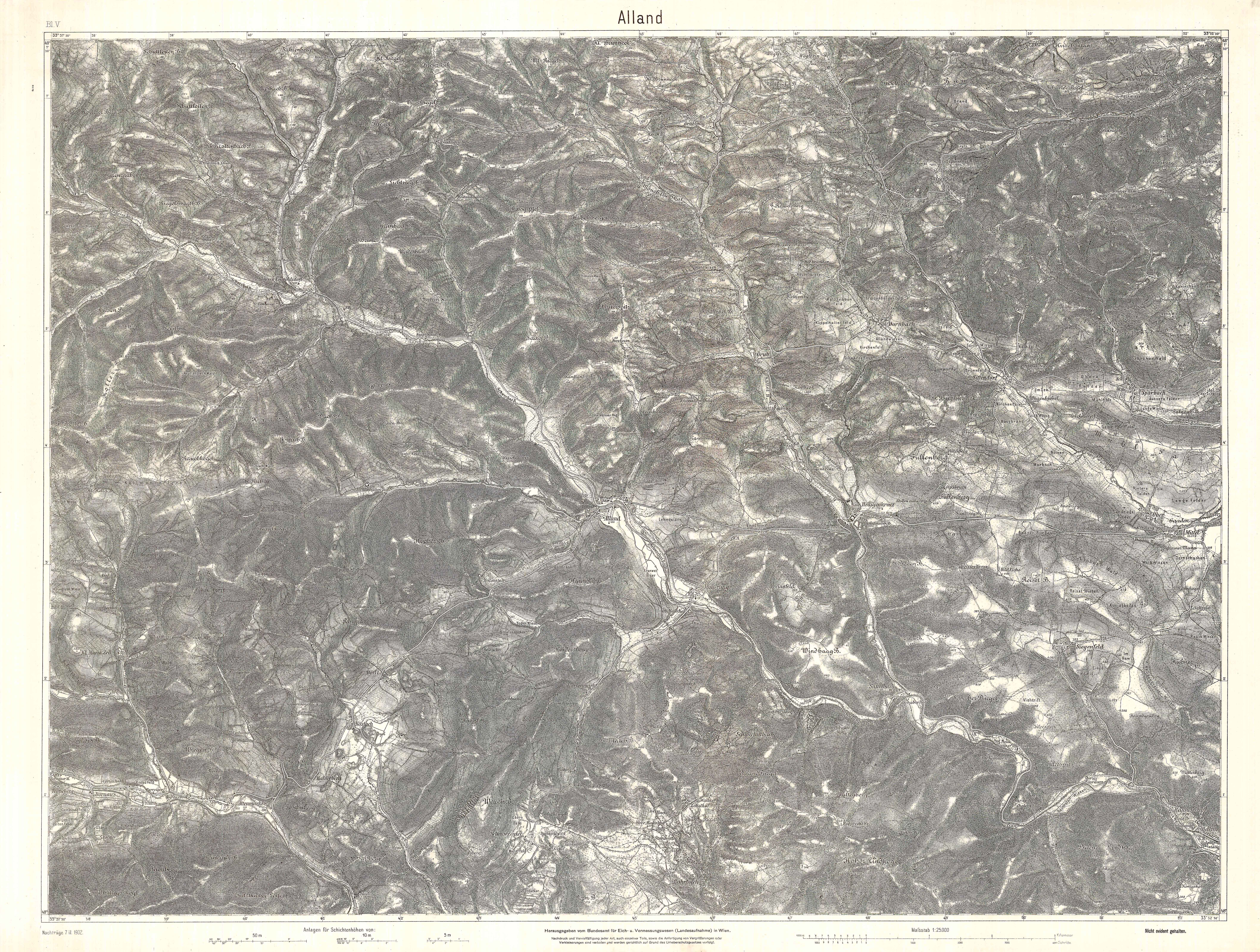
Klausen-Leopoldsdorf (links oben) mit der damaligen Haupt Klause im Schwechattal südöstlich des Ortes, um 1900

Die Gemeinde Klausen-Leopoldsdorf liegt am Oberlauf der Schwechat im Wienerwald. Der auf 375 Meter Meereshöhe liegende Ort ist ringsum von 400 bis 500 Meter hohen bewaldeten Bergen des Wienerwaldes umgeben. Es gibt vier Übergänge in Nachbartäler: Nach Westen über den Fürsthof nach Laaben, nach Nordwesten über Hochstraß nach Altlengbach, nach Norden über den Hengstlsattel nach Pressbaum und nach Nordosten über die „geschriebene Buche“ nach Gruberau. Mehr als achtzig Prozent der sechzig Quadratkilometer großen Gemeinde sind bewaldet, etwas über zehn Prozent werden landwirtschaftlich genutzt.

### Gemeindegliederung
| Katastralgemeinden                                                | Ortschaften in der Gemeinde |
| ----------------------------------------------------------------- | --- |
| Klausenleopoldsdorf (40,59 km²) Kleinmariazellerforst (19,46 km²) | Klausen-Leopoldsdorf (D) · Agsbach (R) Dörfl (D) Forsthof (R) Gaisrücken (W) Groß-Krottenbach (R) Hainbach (R) Hasenriegel (W) Hauptbach (R) Hochstraß (D) Klein-Krottenbach (R) Lammerau (R) Lengbachl (W) Mitterriegel (R) Ranzenbach (R) Schlottleiten (R) · Obergrödl (R) Riesenbach (R) Schöpflgitter (R) Untergrödl (R) |
| Legende                                                           | |

Ortsteile der Katastralgemeinden Klausen-Leopoldsdorf und Kleinmariazellerforst sind Agsbach, Dörfl, Forsthof, Gaisrücken, Groß-Krottenbach (nördlich des Großen Krottenbachs), Hainbach, Hasenriegel, Hauptbach (nördlich der Schwechat), Hochstraß, Klein-Krottenbach, Lammerau, Lengbachl, Mitterriegel, Obergrödl, Ranzenbach, Riesenbach, Schlottleiten, Schöpflgitter und Untergrödl sowie mehrere Einzellagen.

### Nachbargemeinden
| Altlengbach  | Pressbaum                                   | Wolfsgraben |
| Brand-Laaben | Kompassrose, die auf Nachbargemeinden zeigt | Wienerwald  |
| Altenmarkt   |                                             | Alland      |

## Geschichte
Die älteste urkundliche Erwähnung eines Gemeindeteiles betrifft den Forsthof, der 1547 im Anzbacher Urbar aufgeführt ist.
Der Wienerwald war ein weitläufiges kaiserliches Jagdgebiet. Um den Holzreichtum zu nutzen, wurden Holzknechte aus Oberösterreich, Salzburg, Bayern und Schwaben angesiedelt und 1667 errichteten Zimmerleuten aus dem Salzkammergut eine Klause, die spätere Hauptklause eines größeren Systems. Nach dem Gründer Kaiser Leopold I. wurde die Ansiedlung Leopoltsdorff in den Claussen genannt. Schon zwei Jahre später zerstörten Unwetter die Klause. Die neue Klause wurde zur Sicherheit mit zwei Toren ausgestattet.
Nachdem 1679 ein Großteil der Bevölkerung an der Pest starb, siedelten sich Waldbauern aus Salzburg und Tirol mit ihren Familien an.
Im Jahr 1720 wurden 100.000 Festmeter Holz getriftet. Da überwiegend Nadelholz geschlagen wurde, änderte sich der Mischwald bestehend aus Tannen und Buchen zum Laubwald. In den Jahren 1756/57 wurde die hölzerne Klause durch einen Massivbau aus Stein ersetzt. Da das Bauholz knapp wurde und durch das Schlägern mit der Axt viel Holz verloren ging, schrieb Maria-Theresia 1766 die Verwendung von Zugsägen vor.
In Dörfl hatte sich bereits eine kleine Siedlung gebildet, als sich um 1750 am Zusammenfluss von Schwechat, Hainbach, Lammeraubach und Agsbach die Ansiedlung Leopoldsdorf in den Klausen entwickelte. 1754 entstand ein Schulhaus neben der hölzernen Kapelle. Im Folgejahr wurde die Kapelle durch eine steinerne Kirche mit Holzturm ersetzt. Diese, dem hl. Leopold geweihte Kirche, wurde 1767 zur Pfarrkirche erhoben.
Waren bis 1820 Kahlschläge üblich, so blieben nun einzelne Besamungsbäume stehen. Ab 1825 begann man mit den Anbau von Forstpflanzen, fünf Jahre später durchforstete man die Wälder systematisch. Im Jahr 1870 war sogar der Bau einer Eisenbahnlinie von Baden nach Klausen-Leopoldsdorf geplant, die „Wienerwaldbahn“ wurde jedoch nicht realisiert.
Die letzte Trift auf der Schwechat fand 1939 statt. 1963 erlosch die Triftbewilligung und die meisten Klausen wurden aus rechtlichen Gründen funktionslos gemacht.

### Einwohnerentwicklung
| Klausen-Leopoldsdorf: Einwohnerzahlen von 1869 bis 2025 | Klausen-Leopoldsdorf: Einwohnerzahlen von 1869 bis 2025 | Klausen-Leopoldsdorf: Einwohnerzahlen von 1869 bis 2025 | Klausen-Leopoldsdorf: Einwohnerzahlen von 1869 bis 2025 | Klausen-Leopoldsdorf: Einwohnerzahlen von 1869 bis 2025 |
| ------------------------------------------------------- | ------------------------------------------------------- | ------------------------------------------------------- | ------------------------------------------------------- | ------------------------------------------------------- |
| Jahr                                                    |                                                         |                                                         |                                                         | Einwohner                                               |
| 1869                                                    | 1869                                                    |                                                         | 1.434                                                   | 1.434                                                   |
| 1880                                                    | 1880                                                    |                                                         | 1.498                                                   | 1.498                                                   |
| 1890                                                    | 1890                                                    |                                                         | 1.438                                                   | 1.438                                                   |
| 1900                                                    | 1900                                                    |                                                         | 1.501                                                   | 1.501                                                   |
| 1910                                                    | 1910                                                    |                                                         | 1.597                                                   | 1.597                                                   |
| 1923                                                    | 1923                                                    |                                                         | 1.482                                                   | 1.482                                                   |
| 1934                                                    | 1934                                                    |                                                         | 1.437                                                   | 1.437                                                   |
| 1939                                                    | 1939                                                    |                                                         | 1.548                                                   | 1.548                                                   |
| 1951                                                    | 1951                                                    |                                                         | 1.323                                                   | 1.323                                                   |
| 1961                                                    | 1961                                                    |                                                         | 1.283                                                   | 1.283                                                   |
| 1971                                                    | 1971                                                    |                                                         | 1.215                                                   | 1.215                                                   |
| 1981                                                    | 1981                                                    |                                                         | 1.166                                                   | 1.166                                                   |
| 1991                                                    | 1991                                                    |                                                         | 1.169                                                   | 1.169                                                   |
| 2001                                                    | 2001                                                    |                                                         | 1.386                                                   | 1.386                                                   |
| 2011                                                    | 2011                                                    |                                                         | 1.617                                                   | 1.617                                                   |
| 2021                                                    | 2021                                                    |                                                         | 1.705                                                   | 1.705                                                   |
| 2025                                                    | 2025                                                    |                                                         | 1.672                                                   | 1.672                                                   |
| Quelle(n): Statistik Austria, Gebietsstand 1.1.2021     |                                                         |                                                         |                                                         |                                                         |

## Kultur und Sehenswürdigkeiten

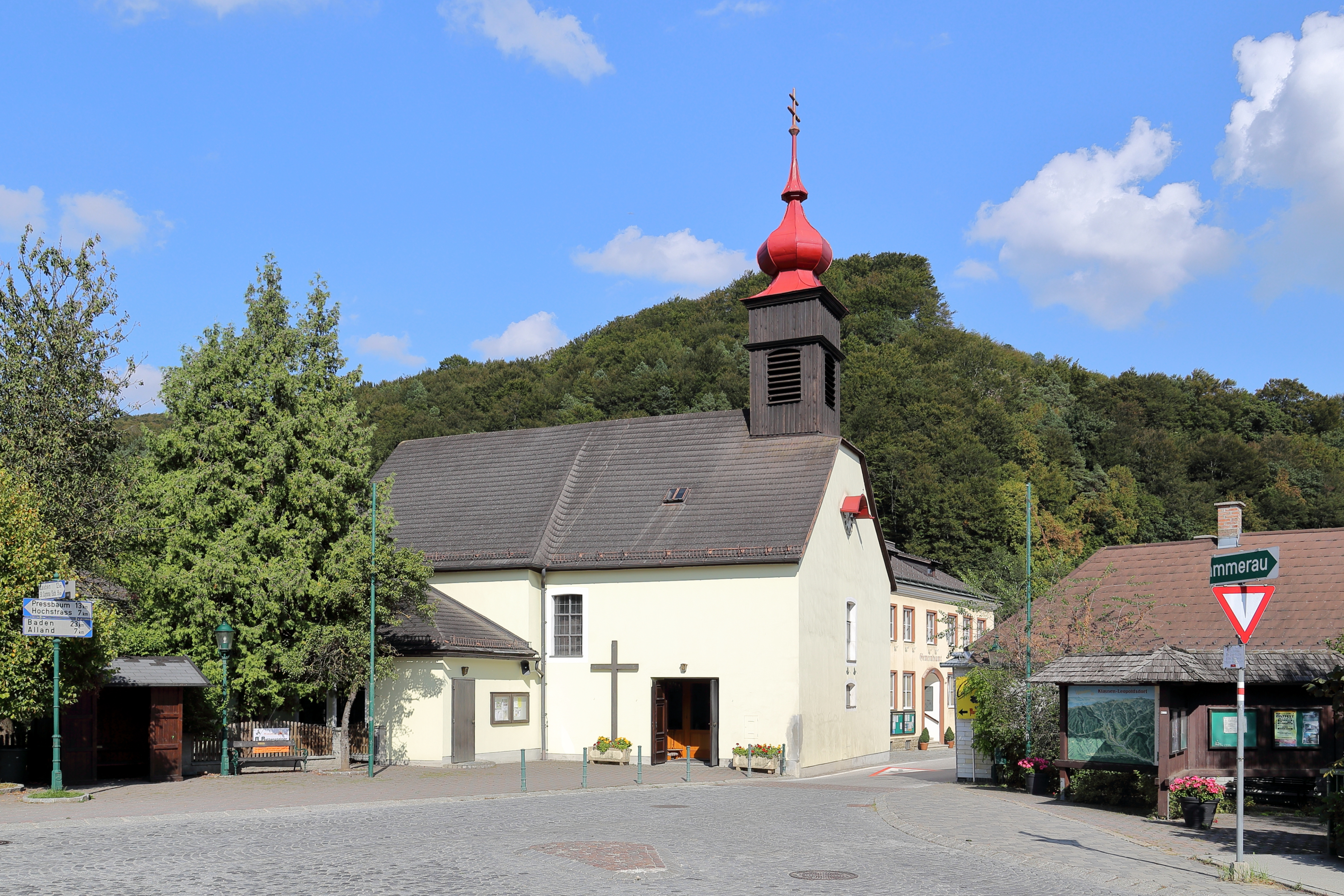
Pfarrkirche Klausen-Leopoldsdorf

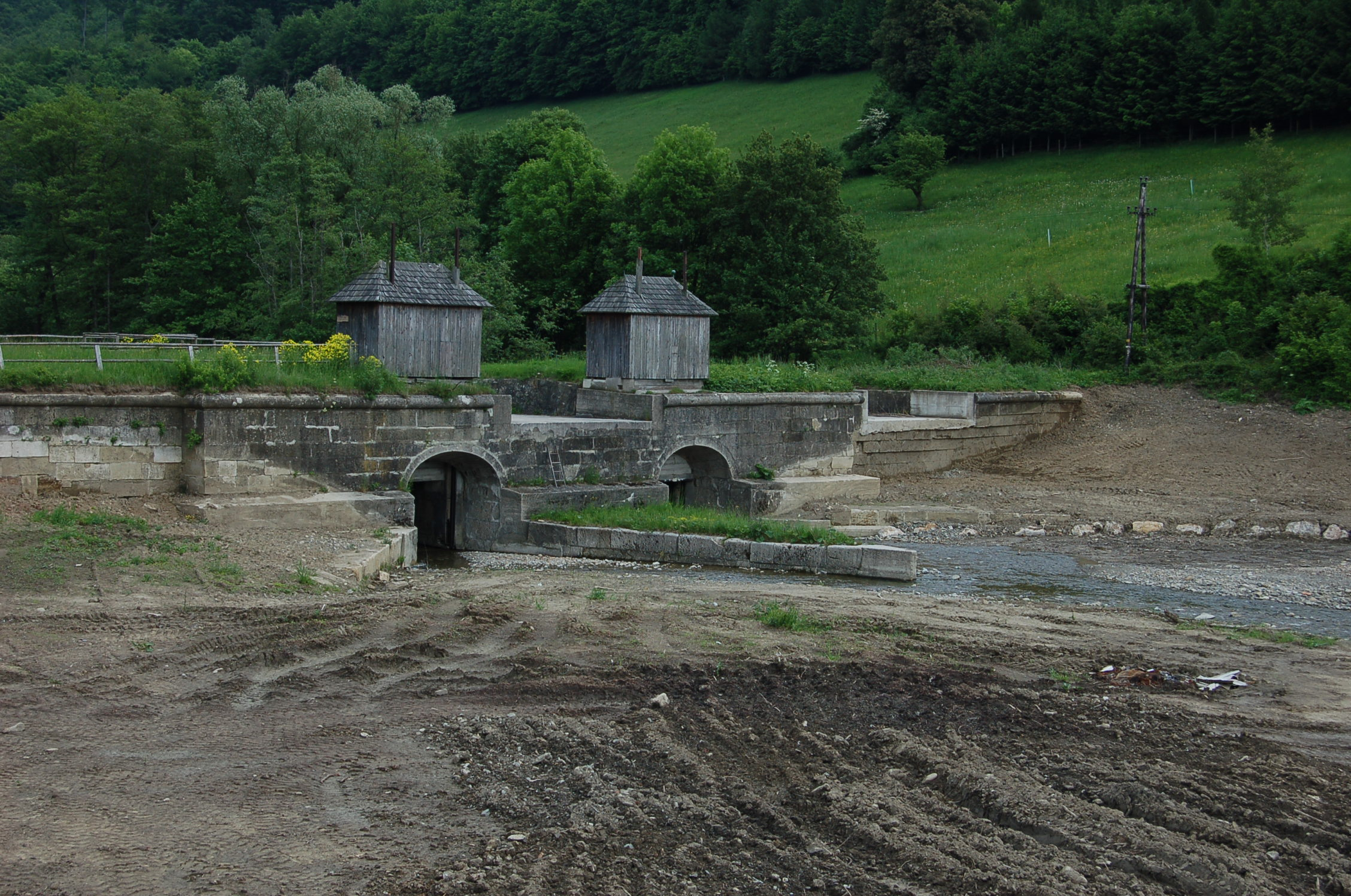
Hauptklause der Holztriftanlage Klausen-Leopoldsdorf

- Katholische Pfarrkirche Klausen-Leopoldsdorf hl. Leopold
- Holztriftanlage Klausen-Leopoldsdorf: Unter Kaiser Leopold I wurde im Jahr 1667 die Holztriftanlage mit 14 Klausen errichtet.

## Wirtschaft und Infrastruktur

### Wirtschaftssektoren
Von den vierzig landwirtschaftlichen Betrieben des Jahres 2010 wurden sieben im Haupterwerb geführt. Diese bewirtschafteten die Hälfte der Flächen. Im Produktionssektor arbeiteten rund sechzig Prozent der Erwerbstätigen in der Bauwirtschaft. Die größten Arbeitgeber im Dienstleistungssektor waren die sozialen und öffentlichen Dienste (49 Beschäftigte), die freiberuflichen Tätigkeiten (33) und der Handel (21).
| Wirtschaftssektor            | Anzahl Betriebe | Anzahl Betriebe | Erwerbstätige | Erwerbstätige |
| Wirtschaftssektor            | 2011            | 2001            | 2011          | 2001          |
| ---------------------------- | --------------- | --------------- | ------------- | ------------- |
| Land- und Forstwirtschaft 1) | 40              | 58              | 30            | 22            |
| Produktion                   | 15              | 8               | 69            | 39            |
| Dienstleistung               | 70              | 45              | 1124          | 101           |

1) Betriebe mit Fläche in den Jahren 2010 und 1999

### Berufspendler
Im Jahr 2011 lebten 831 Erwerbstätige in Klausen-Leopoldsdorf. Davon arbeiteten 140 in der Gemeinde, mehr als achtzig Prozent pendelten aus.

### Verkehr
- Straße: Erreichbar ist Klausen-Leopoldsdorf auf der Straße von Alland. Diese führt weiter nach Hochstraß und über den Hengstlsattel nach Pressbaum. Von Klausen-Leopoldsdorf führen auch Straßen weiter entweder nach Gruberau (Gemeinde Wienerwald) oder über Schöpflgitter und Kleinmariazellerforst nach Sankt Corona am Schöpfl ins Triestingtal bzw. über den Forsthof nach Laaben. Am Ort vorbei führt die Wiener Außenringautobahn, deren nächste Auffahrt bei Alland liegt. Lange Zeit war hier Autobahnende, bis sie 1982 durchgehend befahrbar war.

### Öffentliche Einrichtungen
In Klausen-Leopoldsdorf befindet sich eine Volksschule.

## Politik

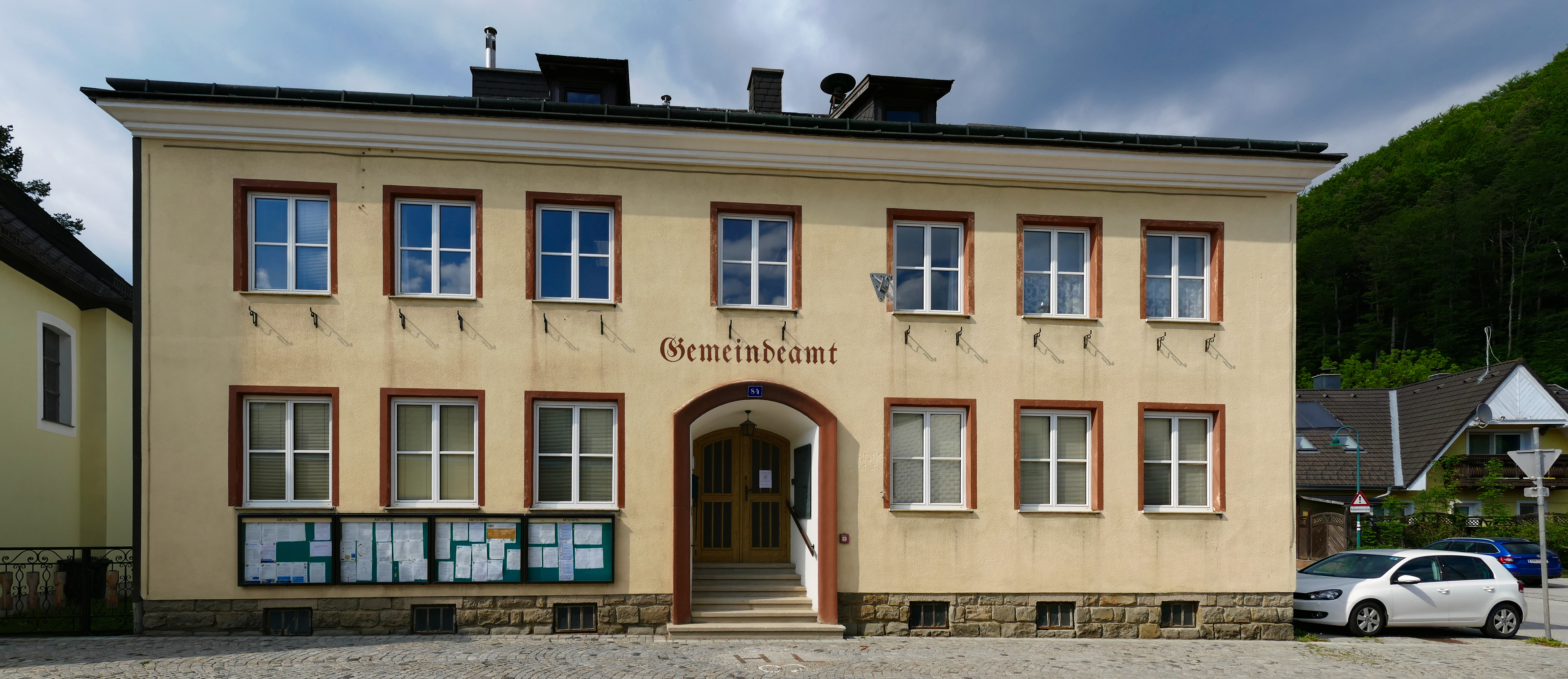
Gemeindeamt

### Gemeinderat
Der Gemeinderat hat 19 Mitglieder.
- Nach den Gemeinderatswahlen in Niederösterreich 1990 hatte der Gemeinderat folgende Verteilung: 10 ÖVP, 7 SPÖ und 2 Sonstige.
- Nach den Gemeinderatswahlen in Niederösterreich 1995 hatte der Gemeinderat folgende Verteilung: 14 ÖVP und 5 SPÖ.[10]
- Nach den Gemeinderatswahlen in Niederösterreich 2000 hatte der Gemeinderat folgende Verteilung: 13 ÖVP und 6 SPÖ.[11]
- Nach den Gemeinderatswahlen in Niederösterreich 2005 hatte der Gemeinderat folgende Verteilung: 14 ÖVP und 5 SPÖ.[12]
- Nach den Gemeinderatswahlen in Niederösterreich 2010 hatte der Gemeinderat folgende Verteilung: 15 ÖVP und 4 SPÖ.[13]
- Nach den Gemeinderatswahlen in Niederösterreich 2015 hatte der Gemeinderat folgende Verteilung: 14 ÖVP, 3 SPÖ und 2 Grüne.[14]
- Nach den Gemeinderatswahlen in Niederösterreich 2020 hat der Gemeinderat folgende Verteilung: 13 ÖVP und 6 SPÖ.[15]
- Nach den Gemeinderatswahlen in Niederösterreich 2025 hat der Gemeinderat folgende Verteilung: 13 ÖVP und 6 SPÖ.[16]

### Bürgermeister
- 1990–2022 Herbert Lameraner (ÖVP)
- seit 2022 Manfred Krombholz (ÖVP)

### Wappen
Der Gemeinde wurde 2007 folgendes Wappen verliehen: In Grün schräggekreuzt eine silberne Zugsäge und ein silbernes Sappel, darunter aus einem blauen Schildfuß wachsend eine silberne Bachklause mit zwei rundbogigen Durchlässen und zwei Wehrhäuschen mit Walmdach.